# Liste der Baudenkmäler in Hopsten
Die Liste der Baudenkmäler in Hopsten enthält die denkmalgeschützten Bauwerke auf dem Gebiet der Gemeinde Hopsten im Kreis Steinfurt in Nordrhein-Westfalen (Stand: Juli 2019). Diese Baudenkmäler sind in der Denkmalliste der Gemeinde Hopsten eingetragen; Grundlage für die Aufnahme ist das Denkmalschutzgesetz Nordrhein-Westfalen (DSchG NRW).

| Bild | Bezeichnung | Lage                                              | Beschreibung                   | Bauzeit   | Eingetragen seit        | Denkmal- nummer |
| --- | --- | ------------------------------------------------- | ------------------------------ | --------- | ----------------------- | --------------- |
| BW | Bauernhaus und Hofgebäude mit Hofraum | Schale An den Eckelkämpen 1 Karte                 |                                |           | 18.11.1985 / 06.10.1988 | 1               |
| weitere Bilder | „Haus Veerkamp“ – doppelgeschossiges Traufenhaus                                                                                          | Hopsten Marktstraße 1 Karte                       |                                | 1808      | 14.11.1985              | 2               |
| weitere Bilder | Haus Ahrens | Hopsten Marktplatz 2 Karte                        |                                | 1767      | 09.02.1988/ 10.09.1982  | 4               |
| weitere Bilder | Haus der Baronin | Hopsten Professor-Vershofen-Str. 1 Karte          |                                |           | 13.09.1985              | 5               |
| „Hofkreuz Huil“ | „Hofkreuz Huil“ | Hopsten Schaler Straße 27 Karte                   |                                |           | 02.04.1986              | 6               |
| weitere Bilder | St.-Georg-Kirche | Hopsten Marktplatz 4 Karte                        |                                | 1732–1749 | 02.04.1986              | 7               |
| weitere Bilder | Küsterhaus | Hopsten Marktplatz 3 Karte                        |                                |           | 02.04.1986/27.01.1988   | 8               |
| weitere Bilder | Kettelerhaus | Hopsten Marktplatz 5 Karte                        |                                |           | 27.01.1988/17.02.1988   | 9               |
| weitere Bilder | Haus Kerssen-Brons | Hopsten Marktplatz 1 Karte                        |                                |           | 02.04.1986              | 10              |
| weitere Bilder | Kruzifix bei Uphaus | Hopsten Brenninkmeyerstraße Karte                 |                                |           | 02.04.1986              | 11              |
| BW | Hof Große-Dresselhaus | Schale Fürstenauer Straße 4 Karte                 |                                |           | 02.04.1986              | 12              |
| Öl- und Kornmühle Overmeyer | Öl- und Kornmühle Overmeyer | Halverde Osterbauer 3 Karte                       |                                |           | 08.04.1986              | 13              |
| weitere Bilder | Katholische Pfarrkirche St. Peter und Paul                                                                                                | Halverde Hauptstraße 12 Karte                     |                                |           | 08.04.1986              | 14              |
| weitere Bilder | Evangelische Kirche Schale | Schale Kirchstraße 12 Karte                       | ehemalige Klosterkirche Schale |           | 08.04.1986              | 15              |
| Spritzenhaus Halverde | Spritzenhaus Halverde | Halverde Hauptstraße Karte                        |                                |           | 26.06.1986              | 16              |
| Wegekreuz Staden, sog. „Dicke Leiwe Häär“                                                                                                 | Wegekreuz Staden, sog. „Dicke Leiwe Häär“                                                                                                 | Hopsten Halverder Straße Karte                    |                                |           | 25.07.1986              | 17              |
| weitere Bilder | Katholische Wallfahrtskapelle St. Anna | Breischen Hörsteler Straße 7 Karte                |                                | 1728–1848 | 25.07.1986              | 18              |
| weitere Bilder | Bildstock an der Landstraße 539 bei Hof Müller                                                                                            | Hopsten Rheiner Straße / Flugplatzstraße Karte    |                                |           | 01.10.1987              | 19              |
| weitere Bilder | Bildstock Marktplatz | Hopsten Marktplatz Karte                          |                                |           | 11.11.1986              | 20              |
| weitere Bilder | Bildstock Bunte Straße / Auf der Leuchtenburg                                                                                             | Hopsten Bunte Straße / Auf der Leuchtenburg Karte |                                |           | 11.11.1986              | 21              |
| Wegekapelle | Wegekapelle | Hopsten Auf der Leuchtenburg Karte                |                                | 1704      | 11.11.1986              | 22              |
| weitere Bilder | Hochkreuz Breischen „Wiewels Krüss“ | Breischen Hörsteler Straße Karte                  |                                |           | 03.02.1987              | 23              |
| weitere Bilder | Bildstock An Hollings Busch | Hopsten An Hollings Busch Karte                   |                                |           | 12.05.1987              | 24              |
| BW | Hofhaus Holt | Schale Höfener Straße 7 Karte                     |                                |           | 12.06.1987              | 25              |
| weitere Bilder | Windmühle | Hopsten Windmühlenstraße 9 Karte                  |                                |           | 10.08.1987              | 26              |
| BW | Bauernhof mit Nebengebäude | Schale Waldstraße 2 Karte                         |                                |           | 10.08.1987              | 27              |
| weitere Bilder | Bildstock | Hopsten Recker Straße Karte                       |                                |           | 10.08.1987              | 28              |
| Töddenhaus | Töddenhaus | Hopsten Schaler Straße 1 Karte                    |                                |           | 15.01.1988/19.06.1989   | 29              |
| Wohnhaus und Einfriedung | Wohnhaus und Einfriedung | Hopsten Bunte Straße 41 Karte                     |                                |           | 25.09.1991              | 30              |
| Bildstock Lütkehues | Bildstock Lütkehues | Breischen Bonnikestraße Karte                     |                                |           | 04.05.1988              | 31              |
| weitere Bilder | Gartensäule Marktplatz 1 | Hopsten Marktplatz 1 Karte                        |                                |           | 04.05.1988              | 32              |
| weitere Bilder | Ehrenmal Markstraße | Hopsten Markstraße Karte                          |                                | 1923      | 04.05.1988              | 33              |
| weitere Bilder | zwei Kreuzsteine Rüschendorfer Straße 3 und 4                                                                                             | Rüschendorf Rüschendorfer Straße Karte            |                                |           | 04.05.1988              | 34              |
| BW | Kreuzstein bei Villa Lampe | Hopsten Gustav-Lampe-Straße Karte                 |                                |           | 04.05.1988              | 36              |
| Bildstock von 1717 an der Schaler Straße                                                                                                  | Bildstock von 1717 an der Schaler Straße                                                                                                  | Hopsten Schaler Straße Karte                      |                                |           | 17.05.1988              | 37              |
| weitere Bilder | Haus Doeker | Hopsten Bunte Straße 24 Karte                     |                                |           | 09.09.1988              | 38              |
| Bildstock | Bildstock | Hopsten Stadener Straße 15 Karte                  |                                |           | 02.10.1990              | 39              |
| weitere Bilder | Jüdischer Friedhof | Hopsten Schapener Straße Karte                    |                                | 1904      | 27.11.1991              | 40              |
| BW | Haupthaus mit Anbau (Pottstall) | Schale Zum Osteresch 3 Karte                      |                                |           | 15.07.1992              | 41              |
| Fachwerkgebäude auf dem Hof „Holling“ (ehemaliges Brauhaus)                                                                               | Fachwerkgebäude auf dem Hof „Holling“ (ehemaliges Brauhaus)                                                                               | Hopsten Brenninkmeyerstraße 7 Karte               |                                | 1730      | 21.08.1995              | 42              |
| Eingeschossige Villa auf hohem Kellergeschoss unter zweigeschossigem Dach                                                                 | Eingeschossige Villa auf hohem Kellergeschoss unter zweigeschossigem Dach                                                                 | Hopsten Bunte Straße 23 Karte                     |                                |           | 11.08.2000              | 43              |
| Traufständiges fünfachsiges Haus; eineinhalbgeschossig hoch auf hohem Sockel; verputzt. Nebengebäude an der rechten Seite mit Tennenbogen | Traufständiges fünfachsiges Haus; eineinhalbgeschossig hoch auf hohem Sockel; verputzt. Nebengebäude an der rechten Seite mit Tennenbogen | Hopsten Bunte Straße 20 Karte                     |                                |           | 25.11.2003              | 44              |
| BW | Bauernhaus in Fachwerkbauweise unter Satteldach                                                                                           | Schale Wiemerslager Straße 1 Karte                |                                |           | 27.06.2005              | 45              |
| Barocker Bildstock (Hof Eying) | Barocker Bildstock (Hof Eying) | Hopsten Hörsteler Straße 18 Karte                 |                                |           | 16.03.2011              | 46              |

## Ehemalige Baudenkmäler
| Bild           | Bezeichnung                          | Lage                                | Beschreibung                                       | Bauzeit | Eingetragen seit | Denkmal- nummer |
| -------------- | ------------------------------------ | ----------------------------------- | -------------------------------------------------- | ------- | ---------------- | --------------- |
| BW             | „Villa Lampe“                        | Hopsten Gustav-Lampe-Straße 6 Karte | Abriss nach Brand 1991                             | 1897    | 12.05.1987       | 3               |
| weitere Bilder | Kreuzstein bei Gustav-Lampe-Straße 5 | Hopsten Gustav-Lampe-Straße 5 Karte |                                                    |         | 04.05.1988       | 35              |
| BW             | Wohnhaus (Hagemann)                  | Hopsten Marktstraße 20 Karte        | Zerstörung durch Brandstiftung am 1. November 2019 |         | 22.09.2016       | 47              |